# بهترین هتل عجیب مریگولد
بهترین هتل عجیب مریگولد (The Best Exotic Marigold Hotel) یک فیلم کمدی انگلیسی است که در سال ۲۰۱۱ به کارگردانی جان مدن و بر مبنای رمانی با نام «این چیزهای احمقانه» نوشتهٔ دبورا موگاک ساخته شده‌است.

## داستان
داستان فیلم در مورد گروهی از بازنشستگان انگلیسی است که به هتلی در هندوستان می‌روند که مخصوص سالخوردگان است. مدیر هتل پسر جوانی و با انگیزه‌ای است به نام سانی (با بازی دو پتل) که سعی دارد مانع از آن شود که مادرش هتل را بفروشد. مهمانان هتل در آن جا درگیر اتفاقات تلخ و شیرینی می‌شوند.